# 15452 Ibramohammed
15452 Ibramohammed è un asteroide della fascia principale. Scoperto nel 1998, presenta un'orbita caratterizzata da un semiasse maggiore pari a 2,4493040 UA e da un'eccentricità di 0,0816783, inclinata di 3,28390° rispetto all'eclittica.